# ساری ستلایت
ساری ستلایت (انگلیسی: Surrey Satellite) شرکت فناوری هوافضای بریتانیایی است، که در سال ۱۹۸۵ تأسیس شد.